# Margareta Gryzell
Margaretha Catharina "Greta Carin" Gryzell, som gift Stjernstolpe, född 1740, död 1802, var en svensk författare och poet. 
Hon separerade från sin make år 1773. Konflikten mellan paret Stjernstolpe var på sin tid en uppmärksammad skandal i Norrköping. Efter separationen försörjde hon sig som renskrivare för diverse ämbetsverk i Stockholm fram till 1793. Detta var en ovanlig anställning för en person av hennes kön under denna tid och betraktas som anmärkningsvärt. Hon brukar associeras med ett kotteri författare i Norrköping bestående av Charlotta Löfgren, Hedwig Walldorff och Hedvig Löfwenskiöld. Hon ansökte 1798 kungen om bidrag för sitt arbete i statens tjänst eftersom hon då inte kunde arbeta på grund av försämrad syn. 
Hon publicerade begravningsdikten Anna Maria Rib, g. Lundgreen, begravning, kvarto, 1766